# Queen II
| 전문가 평가                   | 전문가 평가 |
| 평가 점수                     | 평가 점수   |
| 출처                          | 점수        |
| ----------------------------- | ----------- |
| AllMusic                      | [ 1 ]       |
| Chicago Tribune               | [ 2 ]       |
| Christgau's Record Guide      | C−          |
| Encyclopedia of Popular Music | [ 4 ]       |
| MusicHound Rock               | 2/5         |
| Pitchfork                     | 8/10        |
| PopMatters                    | 7/10        |
| Q                             | [ 8 ]       |
| Record Collector              | [ 8 ]       |
| The Rolling Stone Album Guide | [ 9 ]       |

《Queen II》는 영국의 록 밴드 퀸이 만든 두 번째 스튜디오 음반이다. 영국의 EMI 레코드와 미국의 엘렉트라 레코드에 의해 1974년 3월 8일에 발매되었고, 1973년 2월부터 8월까지 런던의 트라이던트 스튜디오와 랭함 1 스튜디오에서 공동 프로듀서 로이 토머스 베이커와 로빈 케이블과 함께 녹음되었고 마이크 스톤이 프로듀싱했다. 이 음반은 하드 록 사운드와 아트 록 감성을 결합한 것으로 유명하다. 그것은 로큰롤 명예의 전당에 의해 "위대하고, 공격적인 하드 록의 기둥"으로 불렸다.
《Queen II》는 콘셉트 음반이 아니라 주제가 느슨한 곡들의 집합체이다. 원래 LP의 양면에는 "Side White"와 "Side Black"이라는 레이블이 붙어 있고(기존 측면 "A"와 "B" 대신에), 밴드의 해당 사진은 흰색 또는 검은색으로 양쪽 면에 있었다. 흰색은 좀 더 감정적인 주제가 있는 노래를 가지고 있고, 검은색 면은 종종 꽤 어두운 주제를 가지고 있는 환상에 관한 것이다. 믹 록의 음반 커버 사진은 노래 〈Bohemian Rhapsody〉(1975년), 〈One Vision〉(1985년) 등의 뮤직비디오를 포함해 밴드 활동 내내 자주 재사용됐다.
처음에는 엇갈린 비판적 반응으로 풀려났지만, 《Queen II》는 여전히 그 밴드의 덜 알려진 음반들 중 하나로 남아 있다. 그럼에도 불구하고, 이 음반은 발매 이후 컬트 음악을 유지하고, 비평가, 팬, 그리고 동료 음악가들로부터 모두 찬사를 받았고, 이 밴드의 특징적인 음악적 사운드와 다양한 가창식, 그리고 다양한 가창력을 담고 있는 첫 번째 음반에 있어 중요하다.

## 배경 및 녹음
퀸은 1970년 6월 27일에 첫 공연을 가졌으나, 셀프 타이틀 데뷔 음반 《Queen》은 1972년 11월까지 완성되지 않았다. 그 사이 밴드는 보다 복잡한 곡들을 발전시켰지만, 더 많은 자유와 스튜디오 경험을 얻을 때까지 녹음을 미루기로 결정했다. 〈Father to Son〉, 〈Ogre Battle〉, 〈Procession〉은 모두 1972년 무렵에 처음으로 선보인 곡들이었다. 〈Seven Seas of Rhye〉는 프레디 머큐리가 레커지 시절이던 1969년에 이미 작곡한 곡이다. 〈Seven Seas of Rhye〉 싱글의 B-사이드 곡인 〈See What a Fool I've Been〉과 〈White Queen (As It Began)〉은 스마일 시절의 곡들이다. 〈Stone Cold Crazy〉 역시 머큐리의 레커지 시절에 작곡된 곡으로 오랫동안 셋리스트에 포함되어 있었지만, 이후 세 번째 음반 《Sheer Heart Attack》을 위해 재작업되었다. 〈The Prophet's Song〉의 일부는 《Queen II》 녹음 당시 연습되었으나, 완성된 것은 네 번째 음반 《A Night at the Opera》에서였다. 퀸은 첫 음반과는 달리, 트라이던트 스튜디오 측에 스튜디오 비활용 시간이 아닌 정규 시간에 녹음할 수 있도록 요구했다. 밴드는 데이비드 보위에게 프로듀싱을 의뢰했으나, 그는 당시 《Pin Ups》를 녹음 중이었고 《Diamond Dogs》를 위한 작업도 진행하고 있었기 때문에 제안을 거절했다. 머큐리가 〈I Can Hear Music〉 세션 당시 함께 작업했던 로빈 제프리 케이블은 〈Nevermore〉와 〈Funny How Love Is〉의 프로듀싱을 맡았으며, 로이 토머스 베이커와 함께 야심찬 곡 〈March of the Black Queen〉의 제작에도 참여했다.

## 커버 아트
록 사진작가 믹 록은 음반의 커버 아트 작업을 맡았다. 록에 따르면, 밴드는 그가 데이비드 보위, 이기 팝, 루 리드 등과의 작업에서 보여준 전형적인 퇴폐적인 '글램' 감성을 "일부 이식하길" 원했다고 한다. 밴드는 첫 번째 음반이 시각적으로 큰 주목을 받지 못했다는 점을 인식하고 있었고, 믹 록은 "이들은 시선을 사로잡을 수 있다면 사람들을 음악에 관심 갖게 만들 수 있다는 걸 알고 있었다"고 설명했다.

## 곡 목록
언급하지 않는 한 모든 리드 보컬은 프레디 머큐리이다.
| #  | 제목                          | 작사·작곡     | 리드 보컬     | 재생 시간 |
| -- | ----------------------------- | ------------- | ------------- | --------- |
| 1. | 〈Procession〉                | 브라이언 메이 | 기악곡        | 1:12      |
| 2. | 〈Father to Son〉             | 메이          |               | 6:14      |
| 3. | 〈White Queen (As It Began)〉 | 메이          |               | 4:34      |
| 4. | 〈Some Day One Day〉          | 메이          | 브라이언 메이 | 4:23      |
| 5. | 〈The Loser in the End〉      | 로저 테일러   | 로저 테일러   | 4:02      |

| #  | 제목                                 | 작사·작곡     | 리드 보컬       | 재생 시간 |
| -- | ------------------------------------ | ------------- | --------------- | --------- |
| 1. | 〈Ogre Battle〉                      | 프레디 머큐리 |                 | 4:10      |
| 2. | 〈The Fairy Feller's Master-Stroke〉 | 머큐리        |                 | 2:40      |
| 3. | 〈Nevermore〉                        | 머큐리        |                 | 1:15      |
| 4. | 〈The March of the Black Queen〉     | 머큐리        | 머큐리와 테일러 | 6:33      |
| 5. | 〈Funny How Love Is〉                | 머큐리        |                 | 2:50      |
| 6. | 〈Seven Seas of Rhye〉               | 머큐리        |                 | 2:50      |

## 인증
| 국가                                                  | 인증     | 판매량/출하량 |
| ----------------------------------------------------- | -------- | ------------- |
| 캐나다 (뮤직 캐나다)                                  | 플래티넘 | 100,000^      |
| 일본 (RIAJ)                                           | 골드     | 100,000^      |
| 폴란드 (ZPAV) 2009 Agora SA album reissue             | 플래티넘 | 20,000*       |
| 영국 (BPI)                                            | 골드     | 100,000^      |
| *판매량을 기반으로 한 인증 ^출하량을 기반으로 한 인증 |          |               |